# 박윤수 (가수)
박윤수는 대한민국의 가수다. 2013년 《박윤수 싱글 1st - 복음을 전하는 청년》으로 데뷔했다.

## 방송
- 씨씨엠스타 1 (2013) - 대상

## 음반
- Why Not Change The World (한동대학교 로고송) (2008)
- 박윤수 싱글 1st - 복음을 전하는 청년 (2013)
- 어느 한동인의 고백 '행함' (2013)
- 복음은 (Orchestration ver.) (2021)